# Selago dregeana
Selago dregeana är en flenörtsväxtart som beskrevs av O.M. Hilliard. Selago dregeana ingår i släktet Selago och familjen flenörtsväxter. Inga underarter finns listade i Catalogue of Life.